# ویلسون لیوینگود
ویلسون لیوینگود (انگلیسی: Wilson Livingood؛ زادهٔ ۱ اکتبر ۱۹۳۶) سیاست‌مدار اهل ایالات متحده آمریکا است.